# Roberto Hinojosa
Roberto Carlos Hinojosa Marín (Santa Marta, 2 luglio 1999) è un calciatore colombiano, attaccante del Llaneros in prestito dall'Unión Magdalena.

## Carriera
Cresciuto nel settore giovanile dell'Unión Magdalena, ha esordito in prima squadra il 20 luglio 2019 in occasione dell'incontro di Categoría Primera A pareggiato 0-0 contro l'Atlético Huila. Nel corso di quattro stagioni ha totalizzato 100 presenze e 12 gol tra campionato e coppa con il club colombiano.
Il 25 gennaio 2023 è stato ceduto in prestito al Portimonense, club militante in Primeira Liga, la prima divisione portoghese.

## Statistiche

### Presenze e reti nei club
Statistiche aggiornate al 31 gennaio 2023.
| Stagione        | Squadra         | Campionato      | Campionato | Campionato | Coppe nazionali | Coppe nazionali | Coppe nazionali | Coppe continentali | Coppe continentali | Coppe continentali | Altre coppe | Altre coppe | Altre coppe | Totale | Totale |
| Stagione        | Squadra         | Comp            | Pres       | Reti       | Comp            | Pres            | Reti            | Comp               | Pres               | Reti               | Comp        | Pres        | Reti        | Pres   | Reti   |
| --------------- | --------------- | --------------- | ---------- | ---------- | --------------- | --------------- | --------------- | ------------------ | ------------------ | ------------------ | ----------- | ----------- | ----------- | ------ | ------ |
| 2019            | Unión Magdalena | A               | 13         | 2          | CC              | 0               | 0               |                    | -                  | -                  |             | -           | -           | 13     | 2      |
| 2020            | Unión Magdalena | B               | 15         | 1          | CC              | 4               | 1               |                    | -                  | -                  |             | -           | -           | 19     | 2      |
| 2021            | Unión Magdalena | B               | 34         | 8          | CC              | 2               | 0               |                    | -                  | -                  |             | -           | -           | 36     | 8      |
| 2022            | Unión Magdalena | A               | 38         | 1          | CC              | 6               | 0               |                    | -                  | -                  |             | -           | -           | 44     | 1      |
| gen.-giu. 2023  | Portimonense    | PL              | 0          | 0          | CP+CdL          | -               | -               |                    | -                  | -                  |             | -           | -           | 0      | 0      |
| Totale carriera | Totale carriera | Totale carriera | 100        | 12         |                 | 12              | 1               |                    | -                  | -                  |             | -           | -           | 112    | 13     |